# Nadège Labbey
Pour les articles homonymes, voir Labbey.
Pas d'image ? Cliquez ici

a Compétitions nationales et continentales officielles uniquement.

b Matchs officiels uniquement.
Dernière mise à jour le 7 août 2012.
Nadège Labbey est une joueuse internationale française de rugby à XV évoluant au poste de pilier. Sélectionnée à 28 reprises en équipe de France, elle est la présidente du club de l'Ovalie caennaise de 2011 à 2016.

## Biographie
Nadège Labbe commence le rugby à XV sur le tard en 2002. Elle joue en club avec l'Ovalie caennaise et connaît 28 sélections en équipe de France. Elle participe à sa première coupe du monde en 2010. Elle met un terme à sa carrière internationale à la fin de la compétition et à sa carrière de joueuse l'année suivante.
Elle devient alors présidente de son club de l'Ovalie caennaise.